# Калальцо-Кадоре
Калальцо-Кадоре (итал. Calalzo di Cadore) — коммуна в Италии, располагается в провинции Беллуно области Венеция.
Население составляет 2415 человек, плотность населения составляет 56 чел./км². Занимает площадь 43 км². Почтовый индекс — 32042. Телефонный код — 0435.
Покровителем коммуны почитается святой Власий Севастийский. Праздник ежегодно празднуется 3 февраля.